# Ludwig Lajos Richter
Ludwig Lajos Richter ( 1844 - 1917 ) fue un botánico checo. Se desempeñó en Budapest como un profesional liberal, ("Privatbeamter"). Realizó extensas recolecciones por Argelia, Hungría, Irán, Rumania, Eslovaquia, Suiza, poseyendo un inmenso herbario.
- La abreviatura «L.Richt.» se emplea para indicar a Ludwig Lajos Richter como autoridad en la descripción y clasificación científica de los vegetales.[2]

## Fuente
- Zander, R.; Encke, F.; G Buchheim, S Seybold. 1984. Handwörterbuch der Pflanzennamen. 13. Auflage. Ulmer Verlag, Stuttgart, ISBN 3-8001-5042-5